# Monoun (sjö)

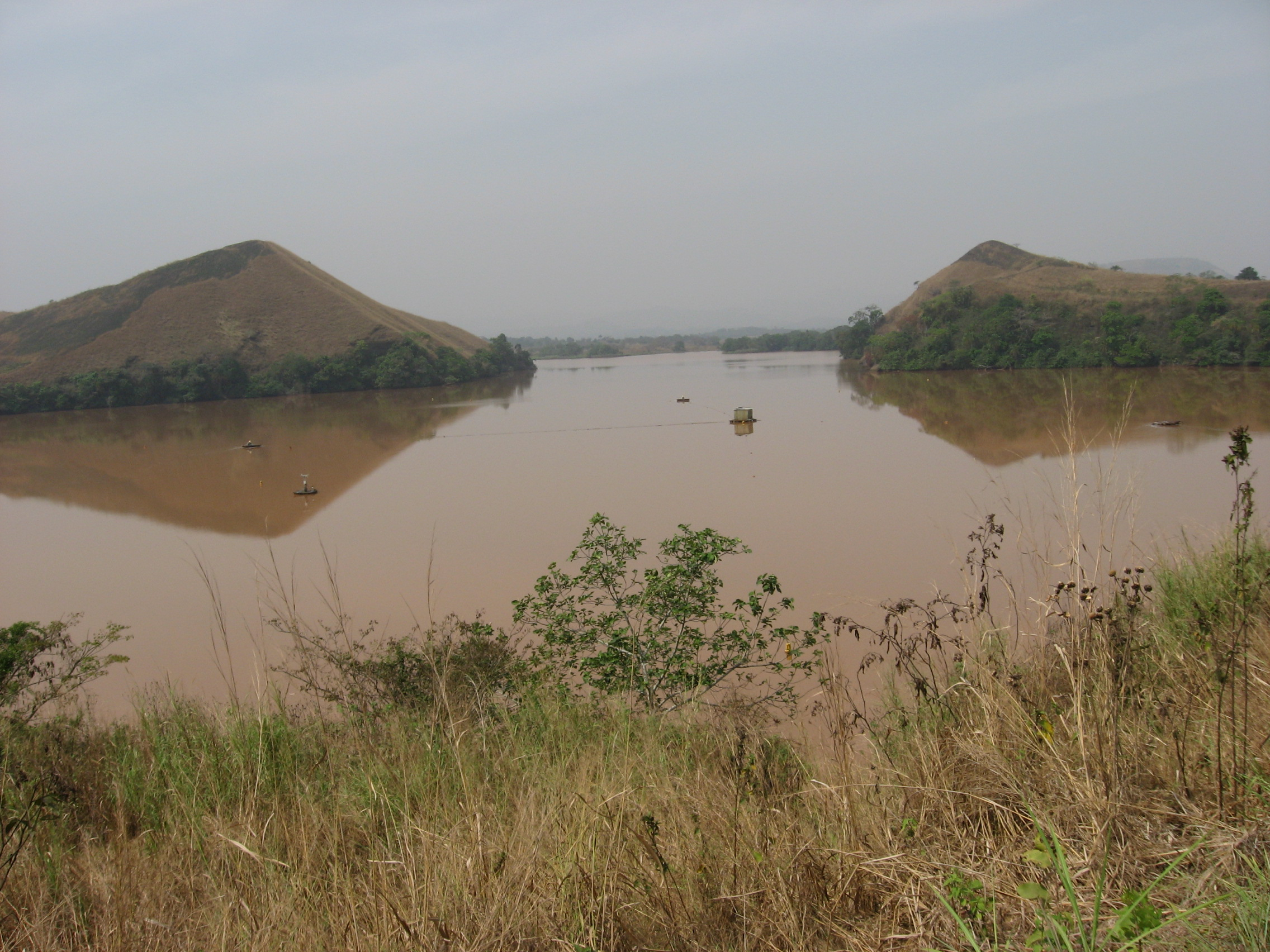
Monoun sjö.

Monoun är en sjö i Kamerun.   Den ligger i regionen Västra regionen, i den centrala delen av landet, 220 km nordväst om huvudstaden Yaoundé. Monoun ligger 1 080 meter över havet. Arean är 0,49 kvadratkilometer. Trakten runt Monoun är huvudsakligen savannskog. Den sträcker sig 1,0 kilometer i nord-sydlig riktning, och 1,3 kilometer i öst-västlig riktning.